# Porta Matera (Altamura)
Porta Matera era una delle porte cittadina di Altamura, prima che la cinta muraria (risalente al Medioevo e ricostruita nel 1648) fosse demolita nel corso dell'Ottocento. Nei secoli passati era anche nota come porta montium, cioè la porta che conduceva ai "monti" dell'odierna Basilicata. In seguito è divenuta nota soprattutto per i fatti legati alla Rivoluzione altamurana (1799).

## Storia
La porta fu abbattuta nel 1872, seguendo la stessa sorte della rimanente cinta muraria, della quale restano solo alcuni muraglioni sparsi. Alla sinistra della porta vi era il Monastero del Soccorso, mentre alla destra vi era casa Mastromarino. A sinistra della porta sono ancora visibili alcuni ruderi della cinta muraria medievale di Altamura (da non confondere con le mura megalitiche), salvatisi presumibilmente al fine di preservare il bassorilievo raffigurante la "coscia di Pipino", relativo all'uccisione e successivo smembramento di Giovanni Pipino di Altamura (1357). In quel punto delle mura, infatti, fu esposta una gamba di Giovanni Pipino di Altamura (1357). Giovanni Pipino, per il suo comportamento ribelle, fu impiccato ai merli del Castello di Altamura e il suo corpo fu in seguito smembrato. Le parti del suo corpo furono esposte in vari luoghi della città come monito per la popolazione, e una delle sue gambe fu esposta sul lato sinistro di porta Matera. In ricordo dell'evento fu posto un bassorilievo raffigurante la "coscia di Pipino"; il bassorilievo in questione fu distrutto e ricostruito nel 1648 in seguito al rifacimento del muro di cinta della città, ed è tuttora visibile sul fianco destro di porta Matera.

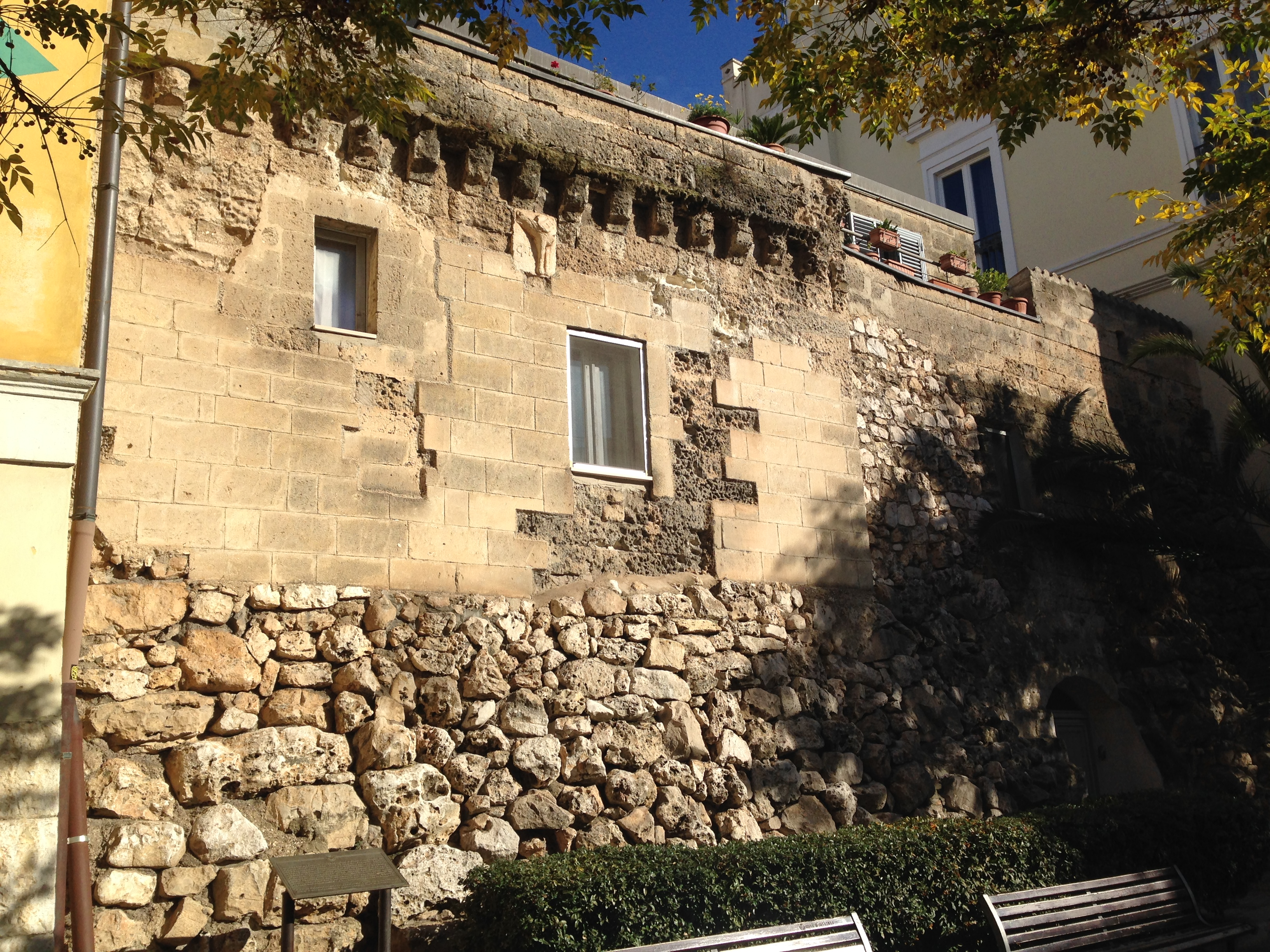
Il bassorilievo raffigurante la "coscia di Pipino"

### La porta durante la Rivoluzione altamurana

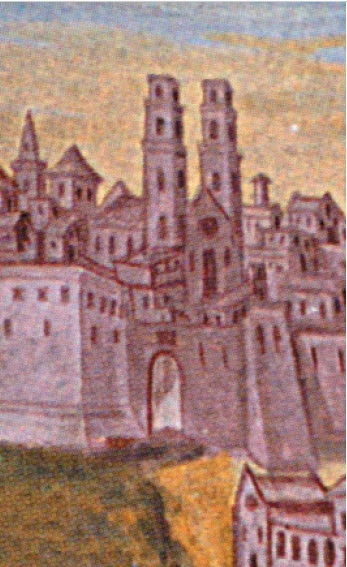
Particolare raffigurante porta Matera tratto dal Salone degli stemmi del Palazzo arcivescovile di Matera; dipinto realizzato da Anselmo Palmieri di Polla nel 1709 e sconosciuto agli altamurani fino alla scoperta da parte di Tommaso Berloco nel 1973.

La porta è nota soprattutto per essere stata un luogo di memoria del conflitto noto come la Rivoluzione altamurana (1799), da inserirsi nel contesto della breve esperienza della Repubblica Napoletana del 1799. In particolare fu la porta da cui i sanfedisti, capeggiati da Fabrizio Ruffo, riuscirono a entrare, dandole fuoco. Nel largo esterno a Porta Matera, fu inoltre ucciso Giovanni Firrao, lo stesso giorno dell'entrata dei sanfedisti (10 maggio 1799).
Durante i combattimenti, Maurizio D'Alesio e Giuseppe Tubito saltarono in aria a causa di una granata nemica mentre combattevano sul loggione di casa Mastromarino, nelle immediate vicinanze di porta Matera. L'episodio è riportato anche nella cronaca di Domenico Petromasi (1801):
(Petromasi, pagg. 33-34)

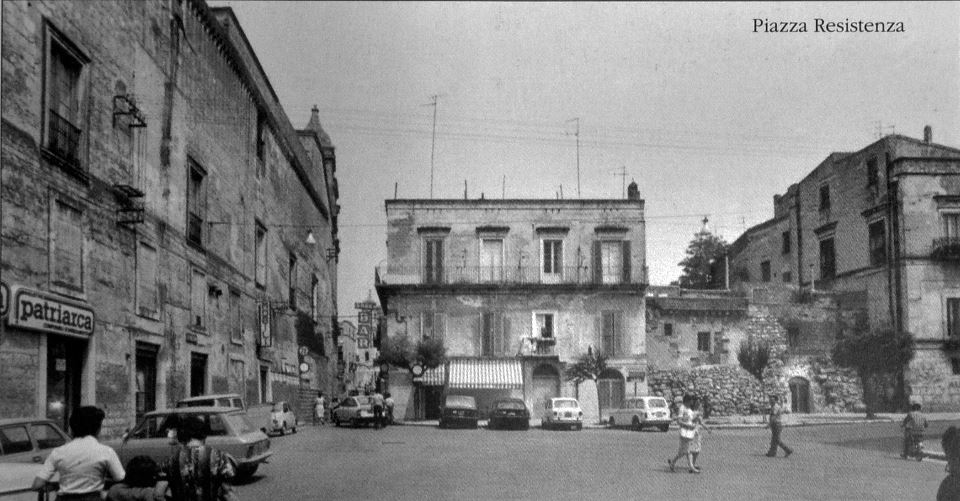
Porta Matera nel Novecento

Alcune fonti affermano che il corpo di Maurizio D'Alesio, ridotto a brandelli, fu raccolto in un paniere e portato giù dalla loggetta. Il parroco della Cattedrale di Altamura riportò la morte di Maurizio D'Alesio sul registro in questi termini: "Il magnifico Maurizio D'Alesio, marito di Vita Giuseppa Giannuzzi, il cui corpo fu seppellito in questa Chiesa Cattedrale".

#### Entrata dei sanfedisti
Nella mattinata del 10 maggio 1799, i sanfedisti penetrarono nella città, avendo notato una strana quiete. La maggior parte degli altamurani era infatti già riuscita a fuggire dalla città durante la notte uscendo da porta Bari e mettendosi in salvo, mentre pochi altri rimasero, per scelta o per l'impossibilità di fuggire, all'interno delle mura.
I fatti immediatamente successivi all'entrata dei sanfedisti sono stati raccolti nelle cronache delle fonti relative alla Rivoluzione altamurana. In particolare, il racconto del sanfedista Vincenzo Durante (1800) che redasse la sua cronaca solo un anno dopo i fatti, riporta che:
(Durante, pag. 56)

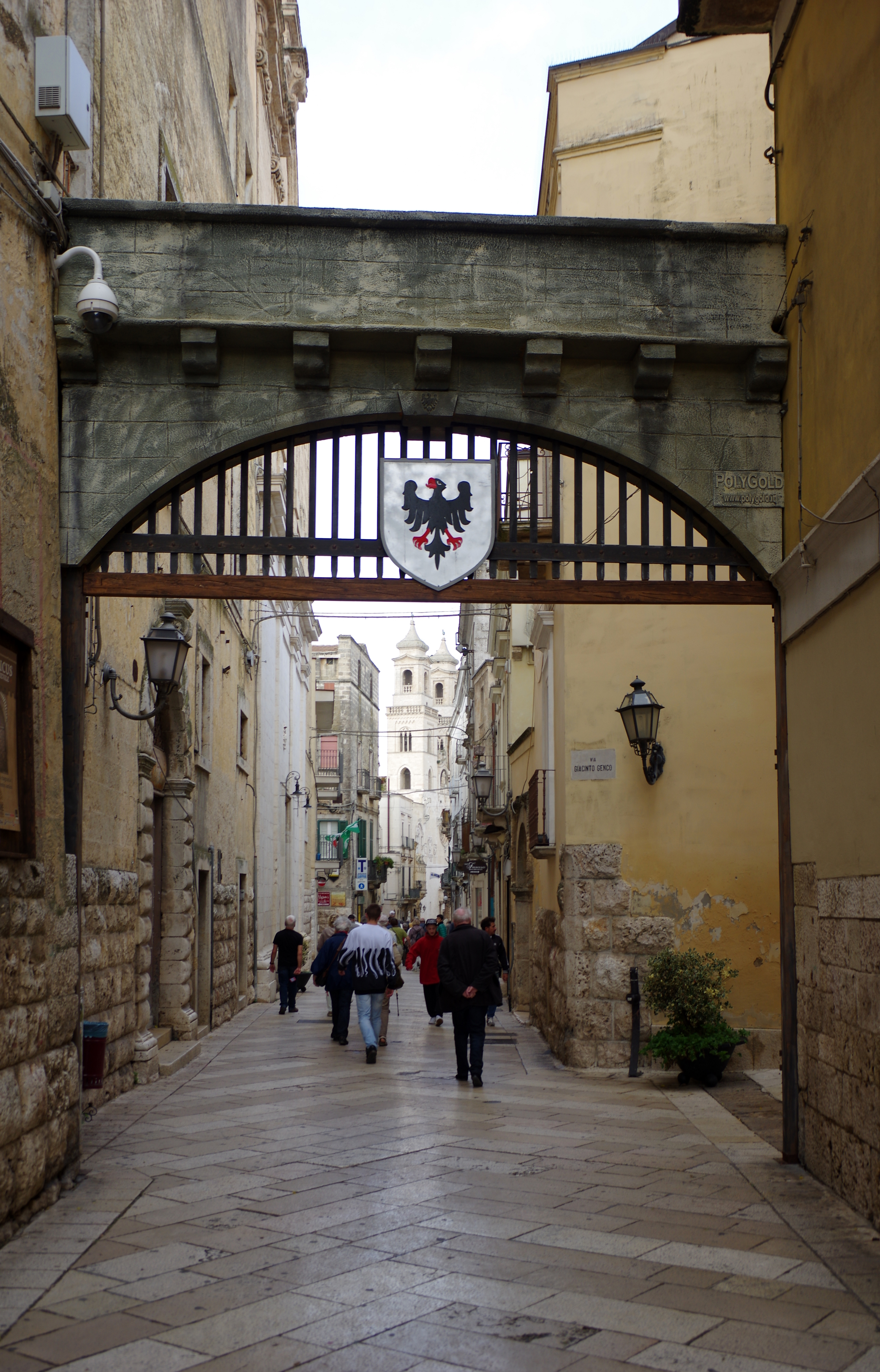
Porta Matera, simbolicamente ricostruita in occasione della festa medievale di rievocazione storica Federicus.

Il Durante chiama porta Matera la "porta di San Domenico", probabilmente perché conduce alla Chiesa di San Domenico; inoltre lo stesso autore fa riferimento allo scontro subito dopo l'entrata in città, il quale, seppur con un minor numero di persone, ci fu e fu particolarmente cruento. La cronaca dell'abate Domenico Sacchinelli, la quale fu scritta molti anni dopo (nel 1836), riporta una versione leggermente diversa; infatti, secondo il racconto di Sacchinelli sembra quasi che non ci sia stato alcuno scontro negli istanti immediatamente successivi all'entrata da porta Matera. Questo particolare fu una delle ragioni che indussero lo storico Ottavio Serena a screditare in toto il racconto di Sacchinelli, considerato anche il notevole lasso di tempo intercorso tra i fatti raccontati e la pubblicazione delle sue Memorie.
Durante le celebrazioni del centenario della Rivoluzione altamurana (più precisamente il 10 maggio 1899, pochi anni dopo l'abbattimento della porta avvenuto nel 1872), fu inaugurata una lapide commemorativa ai lati della porta, che recita:
(Massafra, pag. 422)
I festeggiamenti e la musealizzazione di reperti di quel combattimento rientravano nel tentativo, introdotto dalla Rivoluzione francese e ripreso dalla Terza Repubblica francese, di promuovere una "laica religione civica". Tra i reperti si ricordano i tre cannoni Dentamaro, Pezzente e Sfrattacampagna e il ritrovamento di quattro proiettili nel 1863 in seguito alla demolizione di un tratto di muraglia, attribuiti dal sindaco Candido Turco ai sanfedisti; i reperti entrarono a far parte del Museo municipale di Altamura, fondato nel 1891. Durante le celebrazioni, degno di nota fu il discorso di inaugurazione della lapide tenuto dall'altamurano Pietro Viti.

#### Uccisione della "zia monaca Turco"
La" zia monaca Turco" era una monaca di cui non si conosce il vero nome. Era la zia di Aurora Pallone (la "vedova Turco"), nonché nipote di Ascanio Turco, futuro procuratore della Corte d'Appello di Altamura, e decise di rimanere nella sua casa (la casa Turco), che era vicina a porta Matera; la casa fu una delle prime case a essere depredate. La zia Turco era convinta che non le sarebbe successo nulla, avendo assistito alla battaglia di Bitonto e credendo di conoscere la guerra, ma non aveva tenuto in conto che i sanfedisti del cardinale Fabrizio Ruffo non erano milizie regolari. La casa Turco fu depredata di tutto quanto c'era all'interno. Inoltre la zia Turco fu colpita da colpi di sciabola a si fratturò una gamba. Fu chiusa in un saccone di paglia al quale i calabresi diedero fuoco, il quale per fortuna si spense da sé. Rimase nel sacco in agonia per tre giorni, e fu trovata da sua nipote Aurora Pallone.

## Il borgo di San Marco

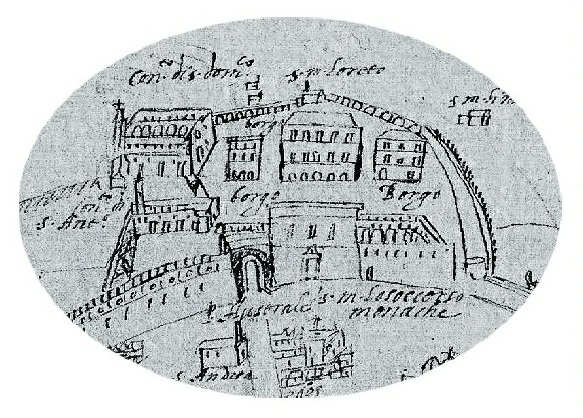
Particolare di Porta Matera e del borgo di San Marco - Biblioteca Angelica Carta Rocca P/33, risalente alla fine del XVI secolo.

Una cartina risalente alla fine del XVI secolo e custodita nella Biblioteca Angelica (Roma), classificata come "Carte Rocca P/33", raffigura porta Matera e un borgo noto come "borgo di San Marco". Il nome deriva dalla presenza di una chiesa medievale intitolata a San Marco Evangelista. Il borgo è riportato nelle fonti come planitio S. Marci risultava essere la sede di una fiera, nota come fiera di San Marco, la quale si teneva annualmente in Altamura il 25 aprile ed ebbe luogo dalla fine del XIII secolo fino alla fine del XVIII secolo. Il borgo era murato e fortificato, forse a causa delle incursioni causate dalla concorrenza e dai contrasti con le fiere delle vicine città, cioè la "fiera di San Giorgio" a Gravina in Puglia e la "fiera di San Leone" a Bitonto.
All'interno della raffigurazione sono riconoscibili le iscrizioni che riportano i conventi di Sant'Antonio e San Domenico, le chiese di Santa Maria di Loreto e Santa Maria dei Martiri e il monastero del Soccorso. Del borgo e del suo muro così come gli edifici ivi contenuti, oggi non resta quasi più nulla, se si eccettuano pochi edifici come ad esempio l'ex-casa Paradiso, situata sull'odierna "via Ottavio Serena" e nel cui cortile interno sono rinvenibili stili architettonici tipici dell'edilizia nobiliare del XVI secolo. Esempi di tale architettura sono rinvenibili in altri edifici del centro storico di Altamura. L'ex-casa Paradiso, nel XVIII secolo, fu sede della "Taverna Viti". Un altro edificio rinvenibile nella raffigurazione e tuttora esistente (seppure diverso rispetto a oggi) è il monastero del Soccorso.